# 代米爾卡皮亞
代米尔卡皮亚是馬其頓共和國代米尔卡皮亚市镇内的城镇及其行政中心。2002年城镇人口数量为3,275人。

## 外部連結
- 代米尔卡皮亚市镇官方网站 （页面存档备份，存于）
- http://www.popovakula.com.mk （页面存档备份，存于）
- http://www.roads.org.mk/cor-n-s.htm （页面存档备份，存于）
- http://www.crwflags.com/fotw/flags/mk-demk.html （页面存档备份，存于）